# Liselotte Tyc-Holm
Liselotte „Lilli“ Tyc-Holm (* 12. Mai 1921; † 30. Juni 2012; geborene Hofmann) war eine deutsche Unternehmerin.

## Leben
Tyc-Holm war von 1969 an Geschäftsführerin und Inhaberin der Filmvertriebsgesellschaft Cine-International in München. Im Katalog der Firma befanden sich etwa 400 Titel, darunter Heinrich von Helma Sanders-Brahms, Herbstmilch von Joseph Vilsmaier, Rot und Blau von Rudolf Thome, Kristin Lavrans Tochter von Liv Ullmann, Schrei aus Stein von Werner Herzog und viele Klassiker der 1960er und 1970er Jahre. Im August 2007 übernahm die Kinowelt das Repertoire.
Als eine „der engagiertesten Botschafterinnen des deutschen Films“ wurde sie 2002 mit dem Bundesverdienstkreuz ausgezeichnet.